# Total DramaRama
Total DramaRama ist eine kanadisch-amerikanische Zeichentrickserie, die von 2018 bis 2022 produziert wurde. Die Serie ist ein Ableger der Reihe Total Drama. Sie wurde bisher als einzige Serie dieser Reihe auf Deutsch ausgestrahlt. Die Ausstrahlung erfolgte im Original auf Cartoon Network.

## Handlung
Kinderversionen von Charakteren der Total Drama-Reihe besuchen eine Kindertagesstätte. Trotz ihres jüngeren Alters haben sie viel von ihrer Persönlichkeit beibehalten, was oft für Schwierigkeiten sorgt. Chef, welcher in der Reihe der meistens wortkarge Assistent von Chris McLean war, ist der Betreiber der Kindertagesstätte. Wie in der Vorlage geben die Charaktere oft Kommentare an die Zuschauer ab.

## Figuren
- Chef: Der muskulöse Afroamerikaner will nichts weiter, als eine ruhige Arbeit führen und den Kindern ein gutes Vorbild sein. Allerdings treiben sie ihn oft zur Verzweiflung.

- Duncan: Er behauptet, ein Rebell zu sein, was er durch seinen Totenkopf-Pullover und seine grün getönten Haare unterstreichen will. Duncan versucht fast immer, aus der Kita auszubrechen und muss oft in der Ecke sitzen. Dennoch ist er nicht so hartgesotten, wie er tut, da er oft einen Schnuller verwendet und Angst im Dunklen hat. In einer Folge erfährt man auch, dass seine Eltern als Sänger für Kinderpartys auftreten, was ihm sehr peinlich ist.

- Bridgette: Bridgette möchte nichts anderes, als zu allen nett zu sein. Sie ist blau angezogen und trägt blonde Haare zu einem Pferdeschwanz.

- Noah: Noah ist etwas schüchtern und sticht nicht besonders heraus. Er ist Owens bester Freund.

- Jude: Jude ist der Coole in der Kita. Ihn bringt so gut wie nichts aus der Ruhe. Jude stammt aus keiner Total Drama-Serie, sondern ist ein Gast aus der Serie 6teen.

- Beth: Beth ist ein sehr eigenartiges Mädchen. Sie trägt eine Brille und liebt es, in der Nase zu bohren. Sie mag Bienen sehr gerne und trägt deshalb ein schwarz-gelb gestreiftes Hemd und einen Haarreif mit Fühlern dran.

- Courtney: Courtney ist sehr ordnungsliebend. Sie findet, dass Regeln sehr wichtig sind, weshalb sie oft mit Duncan aneinandergerät.

- Izzy: Izzy ist ein verrücktes, aber fröhliches Mädchen. Sie verkleidet sich gerne und fast nichts vermag sie zu erstaunen oder zu erschrecken.

- Cody: Cody ist sehr ängstlich, lässt sich aber leicht zu dummen Taten überreden.

- Gwen: Gwen ist ein Goth Girl. Sie liebt gruselige und morbide Sachen, wodurch sie die anderen meistens verstört.

- Harold: Harold möcht ein Ninja sein, obwohl er sehr kurzsichtig und ungeschickt ist.

- Leshawna: Diese kleine Afroamerikanerin liebt es, sich modisch anzuziehen und sich wie eine Erwachsene zu verhalten.

- Owen: Owen ist ziemlich dick. Er isst so gut wie alles, selbst, wenn es auf den Boden gefallen ist. Noah ist sein bester Freund.

- MacArthur: MacArthur ist eine muskulöse Frau mittleren Alters, die verschiedene Berufe ausübt und dabei oft mit den Kindern zu tun hat.

## Produktion und Veröffentlichung
Die Serie entstand bei Fresh TV unter Mitwirkung von Elliott Animation. Die Hauptautoren sind Tom McGillis und Jennifer Pertsch und für den Schnitt war Lesley Mackay Hunter verantwortlich. Die Musik komponierten James Chapple, Graeme Cornies, David Brian Kelly und Brian L. Pickett.
Ab dem 1. Juli 2018 wurden die zunächst 51 im Internet veröffentlicht, am 1. September 2018 folgte dann die Erstausstrahlung im amerikanischen Fernsehen bei Cartoon Network. Es folgten Ausstrahlungen in Kanada, Italien, Großbritannien, Spanien, Polen, Ungarn und in Lateinamerika. Ab dem 25. November 2019 wurde die erste Staffel in Deutschland durch Cartoon Network ausgestrahlt. Die zweite Staffel startete in den USA am 11. Januar 2020.

## Synchronisation
|           | Originalsprecher     | deutscher Sprecher      |
| --------- | -------------------- | ----------------------- |
| Chef      | Deven Mack           | Ole Pfennig             |
| Duncan    | Drew Nelson          | Tobias Kern             |
| Bridgette | Kristin Fairlie      | Lara Wurmer             |
| Noah      | Carter Hayden        | Fabian Wittkowski       |
| Jude      | Christian Potenza    | Maximilian Belle        |
| Beth      | Sarah Gadon          | Anja Taborsky           |
| Courtney  | Emilie-Claire Barlow | Kerstin Julia Dietrich  |
| Izzy      | Katie Crown          | Patricia Strasburger    |
| Cody      | Wyatt White          | Tobias John von Freyend |
| Gwen      | Lilly Bartlam        | Eleni Möller            |
| Harold    | Darren Frost         | Eva Petzenhauser        |
| Leshawna  | Bahia Watson         | Malika Bayerwaltes      |
| Owen      | Scott McCord         | Claudia Schmidt         |
| MacArthur | Evany Rosen          |                         |